# بريت أدكوك
بريت أدكوك هو رائد أعمال تكنولوجي أمريكي ومؤسس شركة فيغر، وهي شركة ناشئة في مجال الذكاء الاصطناعي تعمل على تطوير روبوت بنية بشرية عامة. في عام 2018، تأسست شركة أرتشر أفييشن بواسطة أدكوك، بعد خمس سنوات من تأسيس فيتيري.

## النشأة والتعليم
درس أدكوك في كلية وارينغتون للأعمال في جامعة فلوريدا وتخرج بدرجة البكالوريوس في إدارة الأعمال في عام 2008.

## المسيرة العملية
في عام 2013، تأسس فيتيري (المعروفة لاحقًا باسم Hired) من قبل أدكوك، وهي سوق للمواهب تتوافق بين الباحثين عن وظائف وأصحاب العمل الذين يحتاجون إلى خبرة تقنية. في عام 2018، اشترت مجموعة أديكو للتوظيف Vettery مقابل 100 مليون دولار. في نفس العام، بدأ أدكوك في Archer Aviation. في عام 2022، أسس شركة Figure، وهي شركة تعمل في مجال الذكاء الاصطناعي على روبوت بنية بشرية ذو استخدامات عامة.